# Rzeszowski Pułk Obrony Terytorialnej
Rzeszowski Pułk Obrony Terytorialnej im. gen. broni Karola Świerczewskiego „Waltera” – oddział obrony terytorialnej ludowego Wojska Polskiego.
Rzeszowski Pułk Obrony Terytorialnej został sformowany na podstawie rozkazu Ministra Obrony Narodowej Nr 010/OTK z dnia 6 maja 1963 roku i zarządzenia Szefa Sztabu Generalnego WP Nr 069/Org. z dnia 6 maja 1963 roku.
Jednostka została zorganizowana w terminie do dnia 30 maja 1963 roku, poza normą wojska, w Radymnie, według etatu pułku OT kategorii „C”. Później oddział został dyslokowany do Przemyśla.
Minister Obrony Narodowej rozkazem Nr 12/MON z dnia 13 kwietnia 1966 roku nadał pułkowi imię generała broni Karola Świerczewskiego „Waltera”.
W 1973 obchodzono 10-lecie istnienia jednostki. Pod koniec 1973 roku pułk przeformowano na nowy etat.
W 1975 roku pułk został rozformowany na podstawie zarządzenia szefa Sztabu Generalnego Wojska Polskiego z dnia 28 października 1974 roku.

## Struktura organizacyjna pułku
- dowództwo i sztab[6]
- 4-6 kompanii piechoty a. 3 plutony piechoty i pluton ckm
- kompania specjalna a. pluton saperów, pluton łączności i pluton chemiczny
- pluton zaopatrzenia